# 8. ročník udílení Cen Sdružení filmových a televizních herců
8. ročník udílení Cen Sdružení filmových a televizních herců se konal 10. března 2002 ve Shrine Auditorium v Los Angeles v Kalifornii. Ocenění se předalo nejlepším filmovým a televizním vystoupením v roce 2001. Nominace oznámili dne 29. ledna 2002 Marisa Tomei a Ted Danson. Ceremoniál vysílala stanice TNT. Speciální cenu získal Edward Asner.

## Vítězové a nominovaní
Tučně jsou označeni vítězové.

### Film
| Nejlepší mužský herecký výkon v hlavní roli | Nejlepší ženský herecký výkon v hlavní roli |
| --- | --- |
| - Russell Crowe jako John Nash – Čistá duše - Sean Penn jako Sam Dawson– Jmenuji se Sam - Kevin Kline jako George Monroe – Dům života - Denzel Washington jako Alonzo Harris – Training Day - Tom Wilkinson jako Matt Fowler – V ložnici | - Halle Berryová jako Leticia Musgrove – Ples příšer - Jennifer Connelly jako Alicia Nash – Čistá duše - Judi Dench jako Iris Murdoch – Iris - Sissy Spacek jako Ruth Fowler – V ložnici - Renée Zellweger jako Bridget Jones– Deník Bridget Jonesové |
| Nejlepší mužský herecký výkon ve vedlejší roli | Nejlepší ženský herecký výkon ve vedlejší roli |
| - Ian McKellen jako Gandalf – Pán prstenů: Společenstvo Prstenu - Ben Kingsley jako Don Logan – Sexy bestie - Jim Broadbent jako John Bayley– Iris - Hayden Christensen jako Sam Monroe – Dům života - Ethan Hawke jako Jake Hoyt – Training Day | - Helen Mirren jako paní Wilsonová – Gosford Park - Cate Blanchett jako Kate Wheeler – Banditi - Judi Dench jako Agnis Hamm – Ostrovní zprávy - Cameron Diaz – Vanilkové nebe - Dakota Fanning jako Lucy Dawson – Jmenuji se Sam                      |
| Nejlepší obsazení ve filmu | |
| - Gosford Park – Eileen Atkins, Bob Balaban, Alan Bates, Charles Dance, Stephen Fry, Michael Gambon, Richard E. Grant, Tom Hollander, Derek Jacobi, Kelly Macdonaldová, Helen Mirren, Jeremy Northam, Clive Owen, Ryan Phillippe, Kristin Scott Thomas, Maggie Smith, Geraldine Somerville, Sophie Thompson, Emily Watson, James Wilby - Čistá duše - V ložnici - Moulin Rouge! - Pán prstenů: Společenstvo Prstenu | |

### Televize
| Nejlepší mužský herecký výkon v seriálu (drama) | Nejlepší ženský herecký výkon v seriálu (drama) |
| --- | --- |
| - Martin Sheen jako Josiah Bartlet – Západní křídlo - Richard Dreyfuss jako Max Bickford – The Education of Max Bickford - Dennis Franz jako Andy Sipowicz – Policie New York - James Gandolfini jako Tony Soprano – Rodina Sopránů - Peter Krause jako Nate Fisher – Odpočívej v pokoji | - Allison Janney jako C. J. Cregg – Západní křídlo - Lorraine Bracco jako Jennifer Melfi – Rodina Sopránů - Edie Falco jako Carmela Soprano – Rodina Sopránů - Stockard Channing jako Abigail Barlet – Západní křídlo - Tyne Daly jako Maxine Gray – Soudkyně Amy - Lauren Graham jako Lorelai Gilmore – Gilmorova děvčata |
| Nejlepší mužský herecký výkon v seriálu (komedie) | Nejlepší ženský herecký výkon v seriálu (komedie) |
| - Sean Hayes jako Jack McFarland – Will a Grace - Peter Boyle jako Frank Barone – Raymonda má každý rád - Kelsey Grammer jako Frasier Crane – Frasier - David Hyde Pierce jako Niles Crane – Frasier - Ray Romano jako Ray Barone – Raymonda má každý rád                                | - Megan Mullally jako Karen Walker – Will a Grace - Jennifer Aniston jako Rachel Green – Přátelé - Kim Cattrall jako Samantha Jones – Sex ve městě - Patricia Heaton jako Debra Barone – Raymonda má každý rád - Sarah Jessica Parker jako Carrie Bradshaw – Sex ve městě                                                  |
| Nejlepší mužský herecký výkon v minisérii nebo TV filmu | Nejlepší ženský herecký výkon v minisérii nebo TV filmu |
| - Ben Kingsley jako Otto Frank – Deník Anne Frankové - Alan Alda jako Willie Walters – ClubLand - Richard Dreyfuss jako Alexander Haig – Zastřelte Reagana - James Franco jako James Dean – James Dean - Gregory Hines jako Bill Robinson – Nejslavnější tanečník                        | - Judy Davisová jako Judy Garland – Já a mé přízraky - Angela Bassettová jako Ruby Delacroix – Rubyina hospoda - Anjelica Huston jako Viviane – Mlhy Avalonu - Sissy Spacek jako Sibyl Danforth – Obžalovaná - Emma Thompson jako Vivian Bearing – Vtip                                                                    |
| Nejlepší obsazení (drama) | |
| - Západní křídlo – Stockard Channing, Dulé Hill, Allison Janney, Rob Lowe, Janel Moloney, Richard Schiff, Martin Sheen, John Spencer, Bradley Whitford - Odpočívej v pokoji - Zákon a pořádek - Kriminálka Las Vegas - Rodina Sopránů                                                    | |
| Nejlepší obsazení (komedie) | |
| - Sex ve městě – Kim Cattrall, Kristin Davis, Cynthia Nixonová, Sarah Jessica Parker - Raymonda má každý rád - Will a Grace - Frasier - Přátelé | |